# Marihatag
Marihatag is een gemeente in de Filipijnse provincie Surigao del Sur op het eiland Mindanao. Bij de laatste census in 2007 had de gemeente bijna 18 duizend inwoners.

## Geografie

### Bestuurlijke indeling
Marihatag is onderverdeeld in de volgende 12 barangays:
| - Alegria - Amontay - Antipolo - Arorogan - Bayan - Mahaba | - Mararag - Poblacion - San Antonio - San Isidro - San Pedro - Santa Cruz |

## Demografie
Marihatag had bij de census van 2007 een inwoneraantal van 17.622 mensen. Dit zijn 1.228 mensen (7,5%) meer dan bij de vorige census van 2000. De gemiddelde jaarlijkse groei komt daarmee uit op 1,00%, hetgeen lager is dan het landelijk jaarlijks gemiddelde over deze periode (2,04%). Vergeleken met de census van 1995 is het aantal mensen met 4.368 (33,0%) toegenomen.

De bevolkingsdichtheid van Marihatag was ten tijde van de laatste census, met 17.622 inwoners op 312,5 km², 42,4 mensen per km².